# Нойбург-Шробенгаузен
Нойбург-Шробенгаузен  (нім. Neuburg-Schrobenhausen) — район у Німеччині, у складі округу Верхня Баварія федеральної землі Баварія. Адміністративний центр — місто Нойбург-ан-дер-Донау.

## Населення
Населення району становить 97 730 осіб (станом на 31 грудня 2020).

## Адміністративний поділ
Район складається з 2 міст (нім. Städte), 2 торговельних громад (нім. Märkte) та 14 громад (нім. Gemeinden):
| Міста 1. Нойбург-ан-дер-Донау (29662) 2. Шробенгаузен (17381) Об'єднання громад 1. Нойбург-ан-дер-Донау (Берггайм та Роренфельс) 2. Шробенгаузен (Берг-ім-Гау, Бруннен, Гахенбах, Лангенмозен та Вайдгофен) Торговельні громади 1. Бурггайм (4525) 2. Реннертсгофен (4949) | Громади 1. Арезінг (2931) 2. Берг-ім-Гау (1307) 3. Берггайм (1933) 4. Бруннен (1772) 5. Вайдгофен (2322) 6. Вайхерінг (2436) 7. Гахенбах (2576) 8. Егекірхен (3816) 9. Карлсгульд (5968) 10. Карлскрон (4963) 11. Кенігсмос (4885) 12. Лангенмозен (1616) 13. Обергаузен (3098) 14. Роренфельс (1590) |

Дані про населення наведені станом на 31 грудня 2020.